# كيث أولسن
كيث أولسن (بالإنجليزية: Keith Olsen)‏ هو ملحن وموسيقي ومنتج أسطوانات أمريكي، (ولد في سو فولز في الولايات المتحدة 1945 – 2020 م).

## وصلات خارجية
- الموقع الرسمي
- كيث أولسن على موقع IMDb (الإنجليزية)
- كيث أولسن على موقع ميوزك برينز (الإنجليزية)
- كيث أولسن على موقع أول ميوزيك (الإنجليزية)
- كيث أولسن على موقع ديسكوغز (الإنجليزية)